# Dexia maritima
Dexia maritima är en tvåvingeart som beskrevs av Kolomiets 1968. Dexia maritima ingår i släktet Dexia och familjen parasitflugor. Inga underarter finns listade i Catalogue of Life.